# Lausitzer Granit

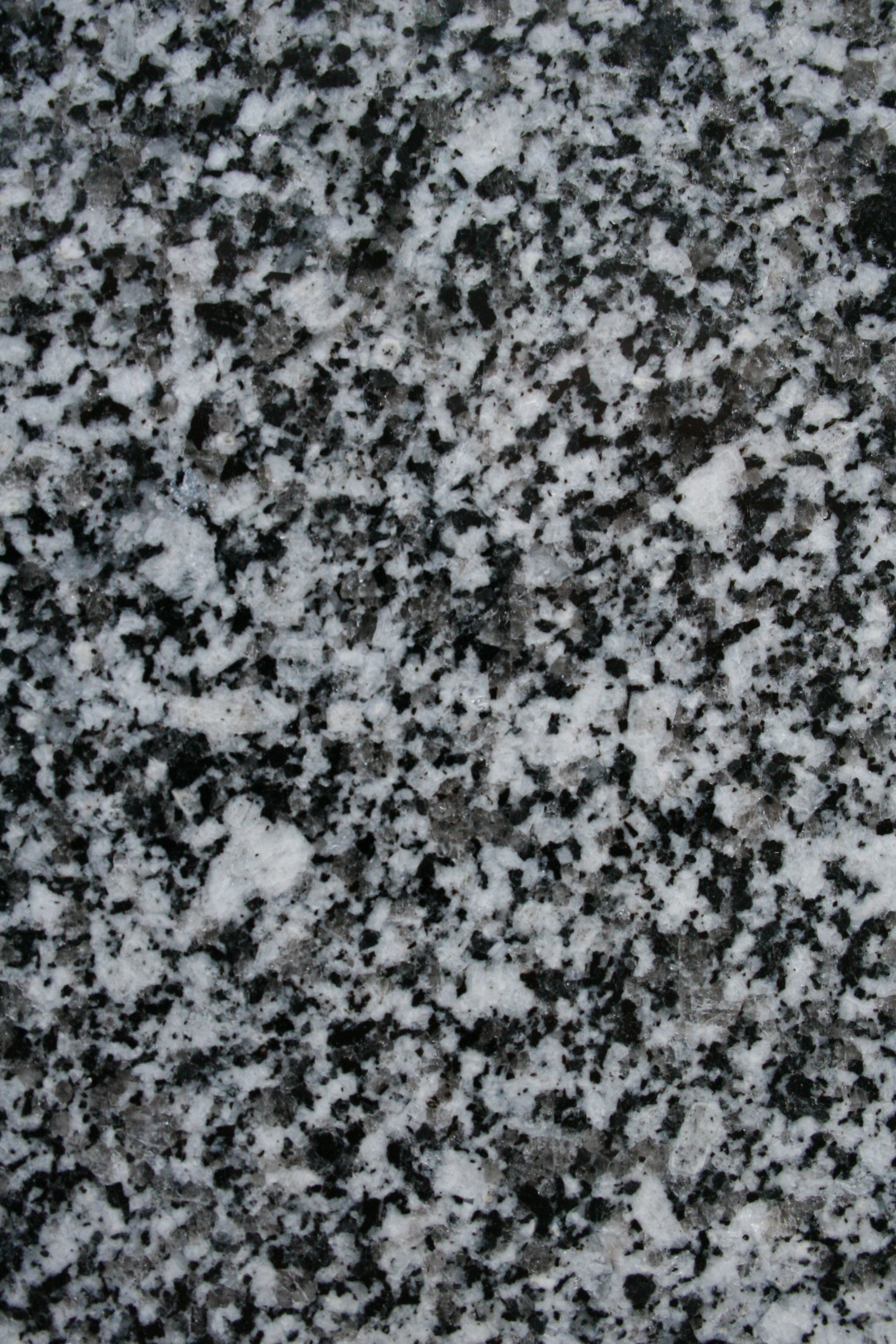
Typisches Strukturbild vom Lausitzer Granodiorit

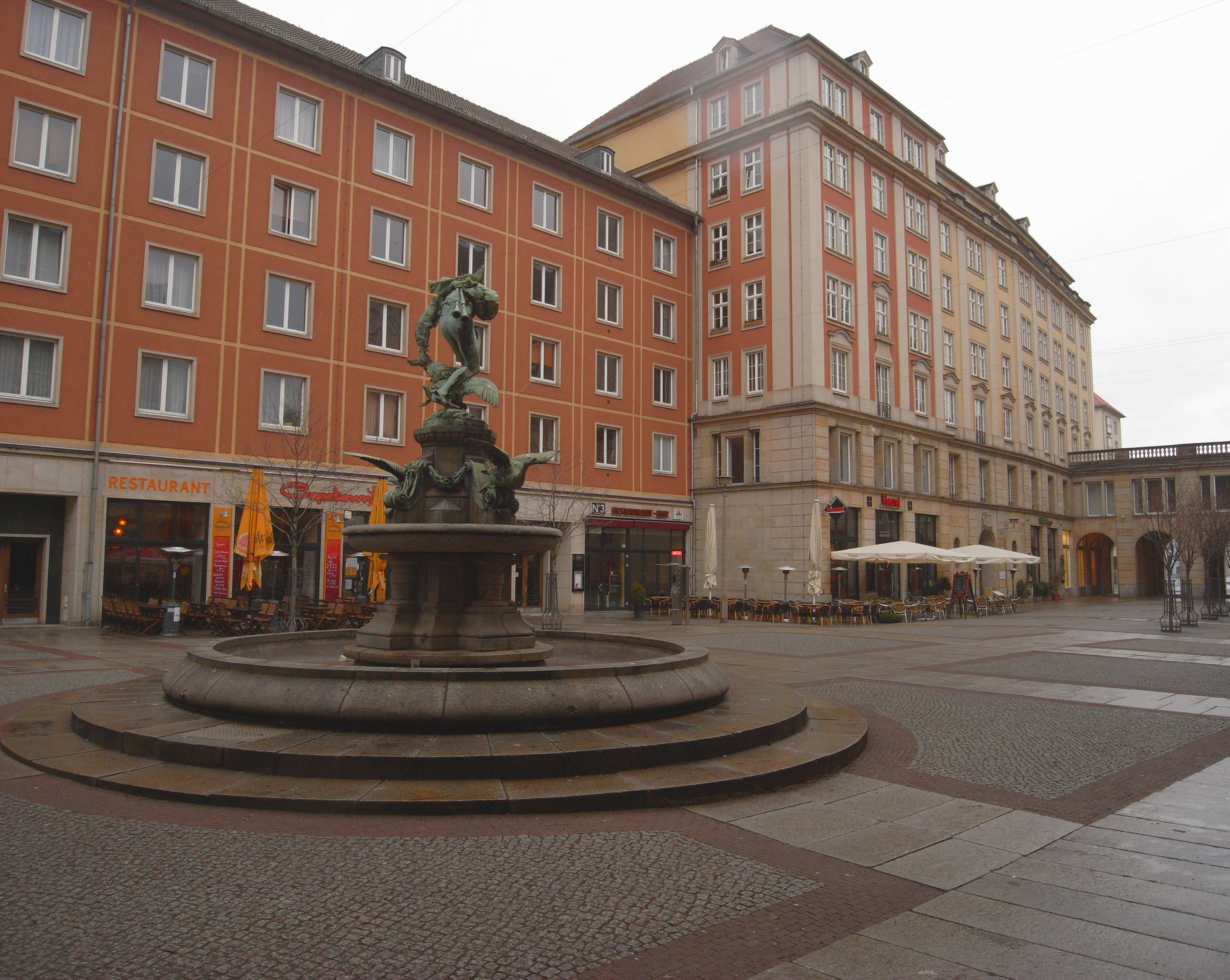
Der Gänsediebbrunnen in Dresden, Brunnenteile, Stufenpodest, graues Kleinpflaster und Gehwegplatten aus Lausitzer Granit, Plastiken aus Bronze

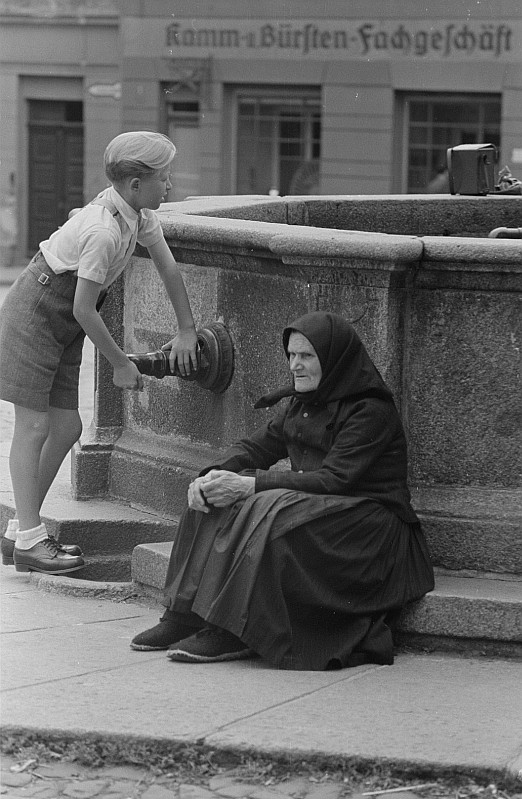
Granitbrunnen in Bautzen

Lausitzer Granit (im geologischen Sprachgebrauch Lausitzer Granodiorit) ist die Gruppenbezeichnung für ein Nutzgestein, das in vielen Steinbrüchen der Ober-, insbesondere der Westlausitz gewonnen wurde. In den meisten Fällen handelt es sich im geologischen Sinne um einen Granodiorit von grauer Farbe mit einer an Sprenkelung erinnernden Struktur.

## Lagerstätte und Petrographie
Der Lausitzer Granodiorit ist das wichtigste Nutzgestein im Lausitzer Granitoid-Komplex (Lausitzer Antiklinalzone) und bildete sich bei magmatischen Vorgängen. Dieses Massiv entstand im Präkambrium während der Cadomischen Orogenese und zählt deshalb zu den ältesten Gesteinsvorkommen Sachsens. In der geologischen Fachsprache wird in Hinsicht auf sein Vorkommen vom Westlausitzer Granodiorit gesprochen.
Der Haupttypus des als Werkstein gewonnenen Materials ist ein im frischen Zustand hellgraues mittelkörniges Gestein. Die Glimmersorte Biotit tritt in Form schwarzer Einsprenglinge deutlich hervor. Als weiteres typisches Strukturmerkmal treten in zahlreichen Steinbrüchen dunkle Einlagerungen auf, Xenolithe genannt, die oft eine schlierige Binnenstruktur haben. Ihre Größe schwankt zwischen wenigen Quadratdezimetern bis zu Dimensionen über einen halben Quadratmeter.
Zu den mineralischen Hauptbestandteilen zählen Quarz, Feldspäte (Orthoklas, Plagioklas, Mikroklinperthit) und der Glimmer Biotit. Ferner findet sich Pyrit, das für die spätere Gelbfärbung des Gesteins mitverantwortlich ist, wenn es der Witterung ausgesetzt wurde. Weiterhin sind in geringen Anteilen Magnetit und Apatit vertreten. Durch eingelagerte Xenolithe sind dunkle mafische Minerale partiell enthalten.
Bei den meisten abgebauten Sorten handelt es sich um einen biotithaltigen Granodiorit. Dieser Glimmer trägt durch fortschreitende Alteration (Zersetzung durch Witterungseinflüsse) ebenfalls zu Gelbfärbung des Gesteins bei. In wenigen Fällen, vorzugsweise in einigen Westlausitzer Lagerstätten, ist eine weitere Glimmersorte, der Muskovit, enthalten und das Gestein wird dann als Zweiglimmer-Granodiorit (Anatexit) bezeichnet.
Die gewonnenen sächsischen Sorten sind in der Hauptsache mittelkörnig. Grobkörnige Sorten treten östlich von Kamenz und Schwarzkollm auf.
Der Granit um Šluknov ist etwas gröber im Korn und farblich dunkler. Einen Teil dieser Vorkommen rechnet man zum Rumburker Granit, der nach seinem modalen Mineralbestand zwischen Syeno- und Monzogranit steht.

## Gewinnung und Verarbeitung
Der Lausitzer Granit wurde durch Abkeilen in Rohblöcken gewonnen. Bei dieser Arbeit kam den Arbeiten die natürliche Lagerstättensituation hilfreich entgegen. Die horizontalen Absonderungsklüfte ließen im günstigen Fall eine relativ gleichmäßige Höhe der Blöcke und eine gute Abtrennung vom Muttergestein zu. Senkrechte Klüfte sind in größeren Abständen vorhanden und ermöglichten die Gewinnung relativ langer Rohstücke.
Für die Bewegung der Blöcke im Steinbruch war in der Lausitz hauptsächlich der Kabelkran im Einsatz. Mehrere Seile überspannten den Steinbruch und waren an beiden Enden mittels Pylonen gespannt und befestigt. Auf diesen Seilen befanden sich Laufkatzen, die einen Seilzug hatten, mit denen die Blöcke gehoben werden konnten. Der Derrickkran wurde in den Lausitzer Steinbrüchen nur marginal genutzt.
Die so gewonnenen Werkstücke wurden entweder schon im Steinbruch durch Keile gespalten oder in den meist nahen Werkstätten gespalten. Hier kam die gute natürliche Spaltbarkeit an vielen Abbaustellen der Herstellung einfacher Produkte sehr entgegen. Das waren besonders einfache Mauer- oder Randsteine.
In den Sägewerken befanden sich Einrichtungen zur Herstellung von Massivteilen und Rohplatten. Dabei wurden Gattersägen und später Diamantsägen verwendet. In Hinsicht auf zu erzielende Oberflächengestaltungen wird der Lausitzer Granit sägerauh, geschliffen in verschiedenen Stufen und poliert verwendet. Zur Erzeugung gezielter Rauhigkeit kann man ihn stocken, sandstrahlen, bossieren, spitzen oder flammen. Säulen, Kugeln, Becken und ähnliche Teile werden gedreht.

### Gewinnung
Das Vorkommen der abgebauten Sorten von Lausitzer Granit befinden sich vorwiegend auf sächsischen Gebiet und in geringeren Umfang auf tschechischer Seite zwischen Rumburk und Šluknov.

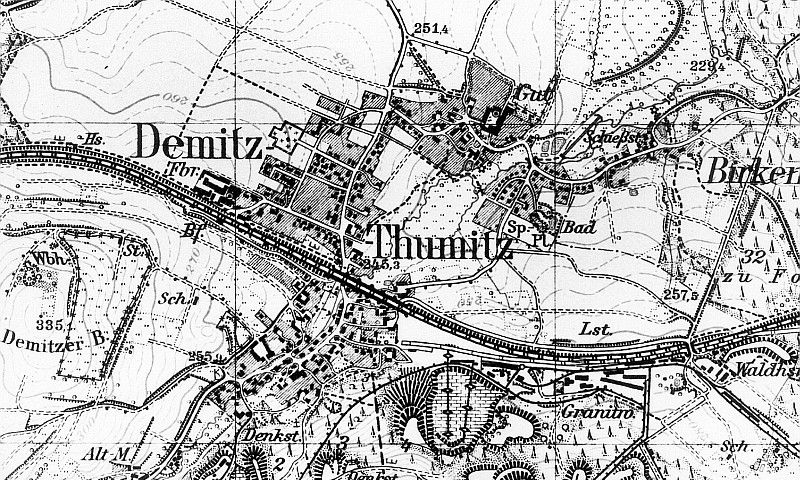
Demitz-Thumitzer Steinbruchsgebiet

Neben der allgemeinen Gruppenbezeichnung Lausitzer Granit waren und sind unter den Anwendern auch konkretere Herkunftsbezeichnungen, wie beispielsweise Demitzer Granit oder Kamenzer Granit und weitere Namen üblich. Welcher Werkstein schließlich unter dem Hauptgruppennamen Lausitzer Granit in den Handel kam, ist bei der langen Steinarbeitertradition von zeitgenössischen Einflüssen und Sichtweisen abhängig, da parallel auch genauere geographische Herkunftsbezeichnungen üblich waren. Trotzdem hat sich der allgemeine Begriff in der Fachsprache der Anwender, Architektur- und Regionalhistoriker sowie in der damit verbundenen Literatur eingebürgert. Die Schwierigkeiten einer genauen Unterscheidung nach optischen und petrographisch-mineralogischen Merkmalen zwischen vielen Abbaustellen rechtfertigen diesen Oberbegriff.
Die wichtigsten Abbaustellen befinden sich in folgenden Regionen.

### Sachsen
Region um Bautzen

Region um Bischofswerda

Region um Demitz-Thumitz und Tröbigau (rund um den Klosterberg)

Region um Kamenz

Region um Königsbrück

Region um Löbau

Region um Neusalza-Spremberg

### Nordböhmen
bei Mikulášovice / Nixdorf

bei Šluknov / Schluckenau

bei Velký Šenov / Groß Schönau

## Geschichte des Abbaus

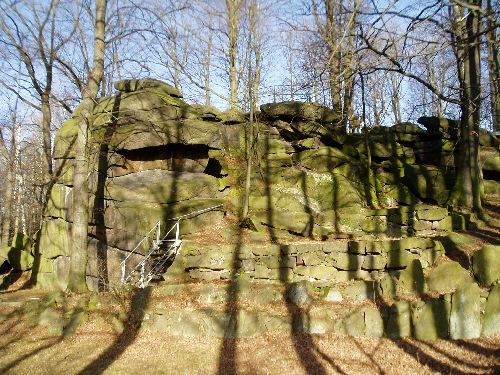
Schichtförmige Absonderung des Granodiorits an den Schmiedesteinen

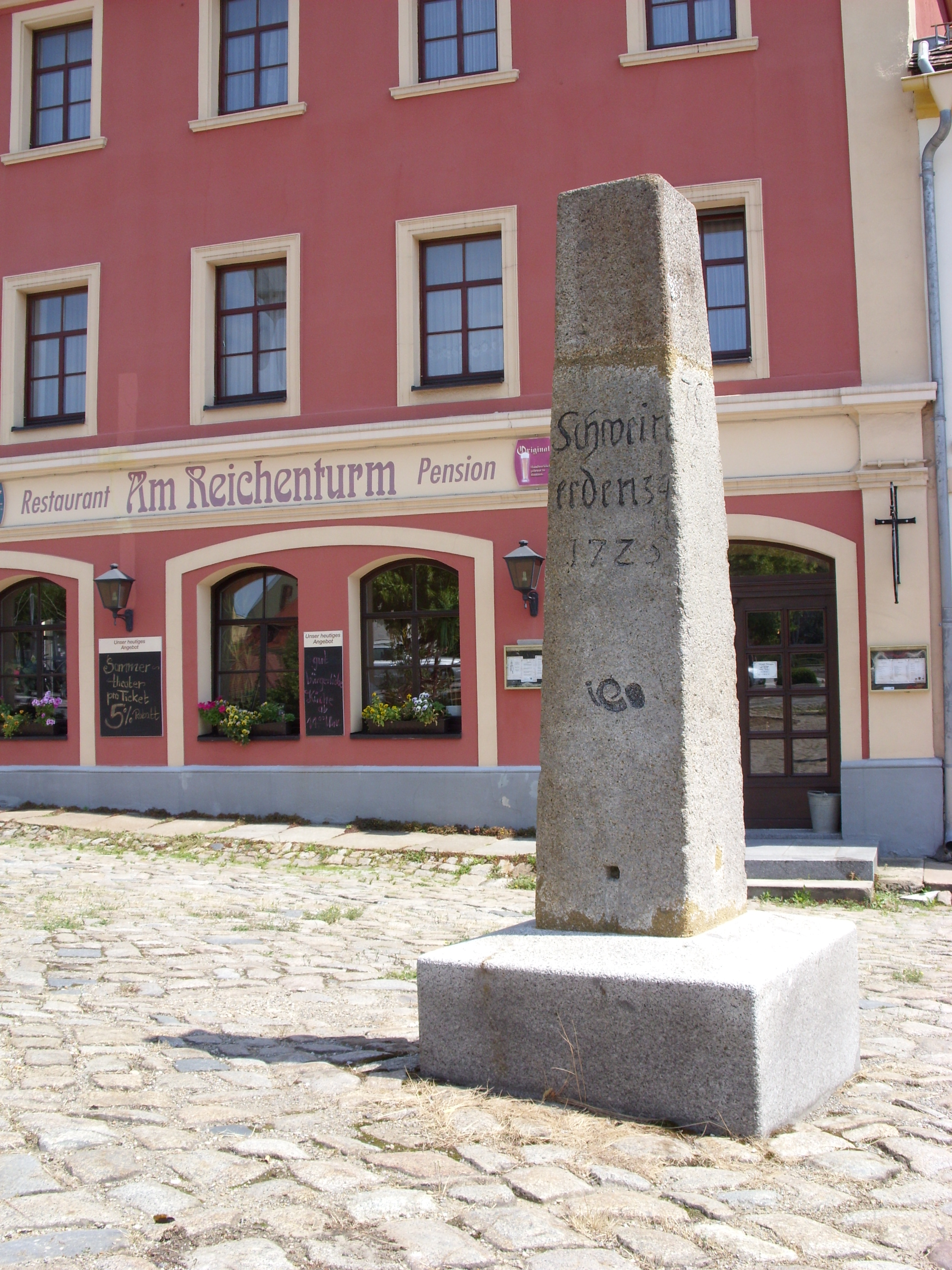
Distanzsäule in Bautzen

Die frühesten Anwendung von Granodiorit in der Lausitz ist durch Funde von kleinen Mahlsteinen aus der späten Bronzezeit dokumentiert (Funde von Niederkaina). Für den Zeitraum zwischen dem 3. und 6. Jahrhundert sind durch einen Fund bei Radeberg ein Mühlstein überliefert, dessen Herkunft dem Rödertal zugeordnet wurde.
Bei der frühen Granitgewinnung konzentrierte man sich auf die frei liegenden Gerölle und plattigen Absonderungen aus den oberflächennahen Bereichen. Diese Gewinnungsmethode hielt bis in das 19. Jahrhundert an. Die Steinbrecher spalteten die Werkstücke unter Verwendung von Steinspaltwerkzeugen mittels linear angesetzter Eisenkeile unter Einsatz von Setzhammer und Vorschlaghammer in schwerer manueller Arbeit. Die Winkligkeit und Glättung der noch unebenen Oberflächen an den Rohblöcken war die Aufgabe weiterer spezialisierter Steinbruchsarbeiter.
Ab dem 13. Jahrhundert ist in der Lausitz Granodiorit für Grabsteine, Taufbecken, Steinkreuze, Architekturteile verwendet worden und als solche teilweise erhalten geblieben. Die frühen Steinbrüche werden in der Nähe der ältesten Städte vermutet und sind heute nicht mehr auffindbar. Seit dem 14. Jahrhundert wurde das Gestein bei wichtigen Bauten der Region von Steinmetzen verbaut. Die Beispiele in der Kamenzer Stadtkirche St. Marien und am Bautzner Dom St. Petri zeugen von einer hohen Fähigkeit der Steinmetze im Umgang mit diesem vergleichsweise festen Material.
Um 1730 ist der Steinabbau in der Umgebung von Demitz-Thumitz feststellbar. Man gewann hier Bausteine für Häuser und Kirchen in der Westlausitz. Im 18. Jahrhundert sind weitere Abbaustellen bei Bautzen, Kamenz und vom Keulenberg bekannt.
Im Zeitraum 1845–1846 intensivierte sich der Gesteinsabbau in der Region um Bischofswerda, weil durch die neue Eisenbahnlinie Dresden-Bautzen der Abtransport des gewonnenen Materials vorteilhafter zu organisieren war.
Ab dem 19. Jahrhundert und bis in die zweite Hälfte des 20. Jahrhunderts hatte der Gesteinsabbau in der gesamten Region seinen wirtschaftlichen Höhepunkt. Dabei war die von C. G. Kunath gegründete und später durch andere Eigentümer fortgeführte Firma schrittmachend. 1901 setzte dieses Unternehmen als erstes in Deutschland eine mechanische Steinspaltmaschine mit einem Friktionsspalthammer ein, die der Direktor Ferdinand Weiller der dänischen Aktiengesellschaft Bornholm erfand und patentiert hatte. In dieser Periode wurde Lausitzer Granit in erheblichen Ausmaß als Werkstein in viele sächsische Städte der Regionen Dresden, Chemnitz und Leipzig und durch die Elbschifffahrt in andere Regionen geliefert. Als Lausitzer Granit hatte sich der Werkstein aus den unzähligen Steinbrüchen zu einem anerkannten Material entwickelt. Trotzdem behielt er seine regionale architekturprägende Wirkung. Im Erzgebirge haben dagegen lokal gewonnene Granite und andere Gesteine das Stadtbild beeinflusst, zum Beispiel aus dem Eibenstocker, Kirchberger und Bergener Granitmassiv. Einzelne von ihnen zeigen große Ähnlichkeit mit dem Lausitzer Granit. Er konnte ihre Dominanz trotz relativer Nähe und großer Leistungsfähigkeit der Lausitzer Granitindustrie nicht verdrängen.
Im Ort Häslich bei Kamenz betreibt ein Verein seit 1998 eine Schauanlage und Museum der Granitindustrie. Damit wird der Abbau und die Bearbeitung des Lausitzer Granits modellhaft erklärt.
Die Produktion von Werksteinerzeugnissen in den Brüchen der Basalt AG in Demitz-Thumitz wurde am 31. Januar 2003 eingestellt. Diese und andere Lagerstätten sind nicht erschöpft. Kleinere Betriebe fördern an verschiedenen Stellen weiterhin ihr Gestein.

## Verwendungsformen
Lausitzer Granit ist ein Werkstein, der eine sehr breite Anwendungsgeschichte besitzt und mit der Siedlungskultur in der Oberlausitz eng verbunden ist. Im Vordergrund stehen dabei architektonische Zwecke und der Straßenbau.

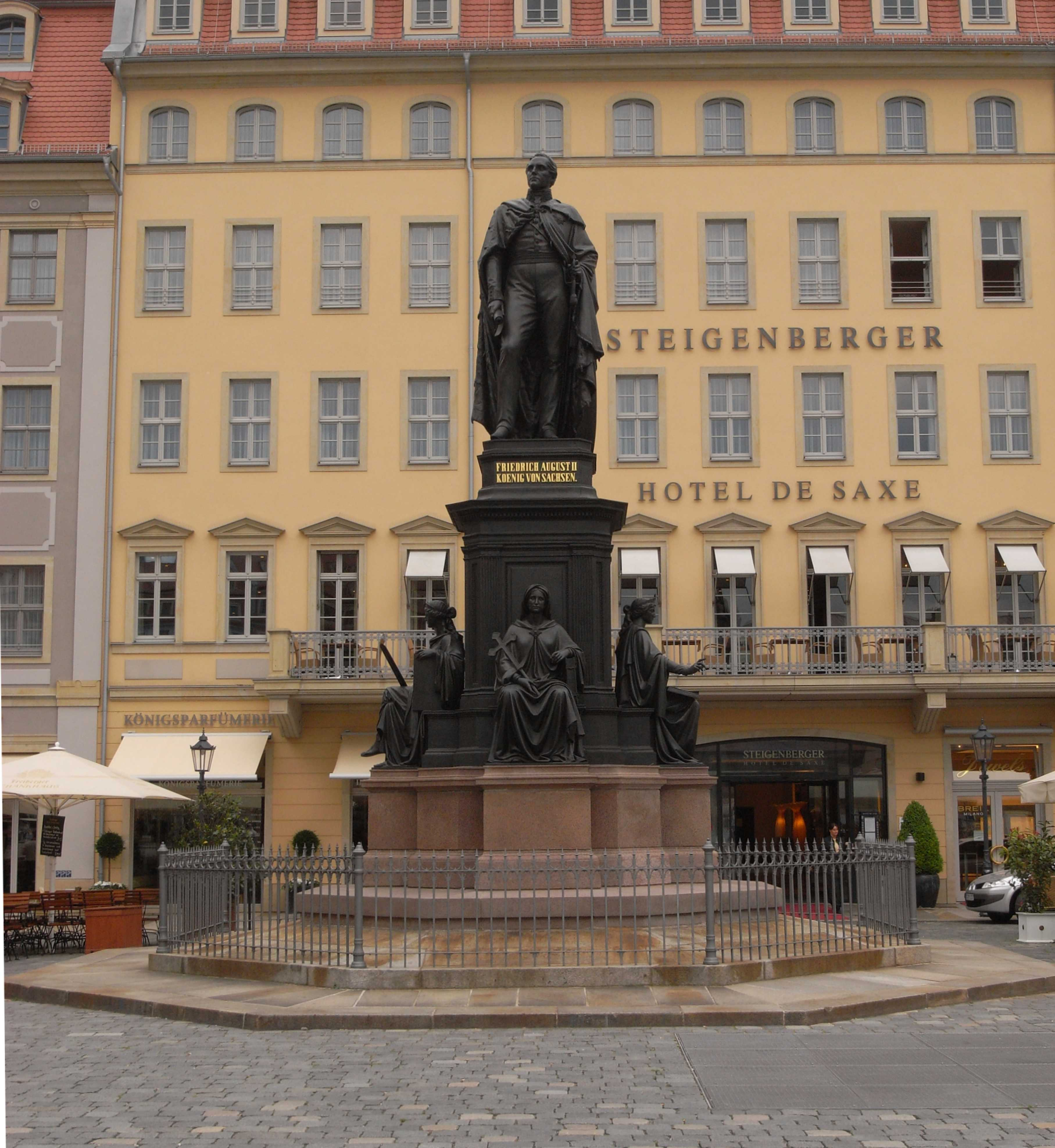
Denkmal für Friedrich August II. (zweistufiges Podest aus Lausitzer Granit)

### Bodenbeläge
Pflaster, Bordsteine, Rinnsteine und Gehwegplatten in Dresden und in vielen ostsächsischen Städten sind aus diesem Gestein gefertigt worden. Das Gestein wurde zu diesem Zweck auch weit über die Grenzen Sachsens geliefert. Bereits in der ersten Hälfte des 19. Jahrhunderts bezog Berlin eine große Menge seiner Trottoirplatten aus Steinbrüchen bei Bischofswerda. Eine natürliche Eigenschaft der oberen Bereiche mancher Vorkommen begünstigten diesen Einsatzzweck. Hier ist das Gestein in dünnen Platten abgesondert, die eine Stärke von etwa 5 bis 10 Zentimeter haben. An anderer Stelle tritt der Granodiorit in Wollsackformen auf und ergab keine solchen Platten. Später hat man die beim Anschnitt der aus dem Steinbruch gebrachten Rohblöcke anfallenden Krustenplatten (eine Seite rau und bauchig, eine glatte Schnittfläche) formatiert und in gleicher Weise für den Wegebau geliefert.

### Architekturteile und Treppenanlagen
In der Oberlausitz bestehen viele ältere Tür- und Fenstergewände aus Lausitzer Granit. Allmählich verbreitete sich diese Anwendung über die Region hinaus. Die rasante Entwicklung des sächsischen Eisenbahnwesens förderte sprunghaft die Absatzmöglichkeiten der Steinbetriebe.
Für Treppenanlagen in Gebäuden und im Freien ist das Gestein sehr häufig verwendet worden. Seine günstigen Werte der Biegezugfestigkeit ermöglichten große Längen bei Treppenstufen. Typisch ist eine gestockte Oberfläche auf den begehbaren Flächen. Repräsentative Anwendungsbeispiele finden sich in und an vielen öffentlichen Gebäuden von Dresden.

### Brunnen

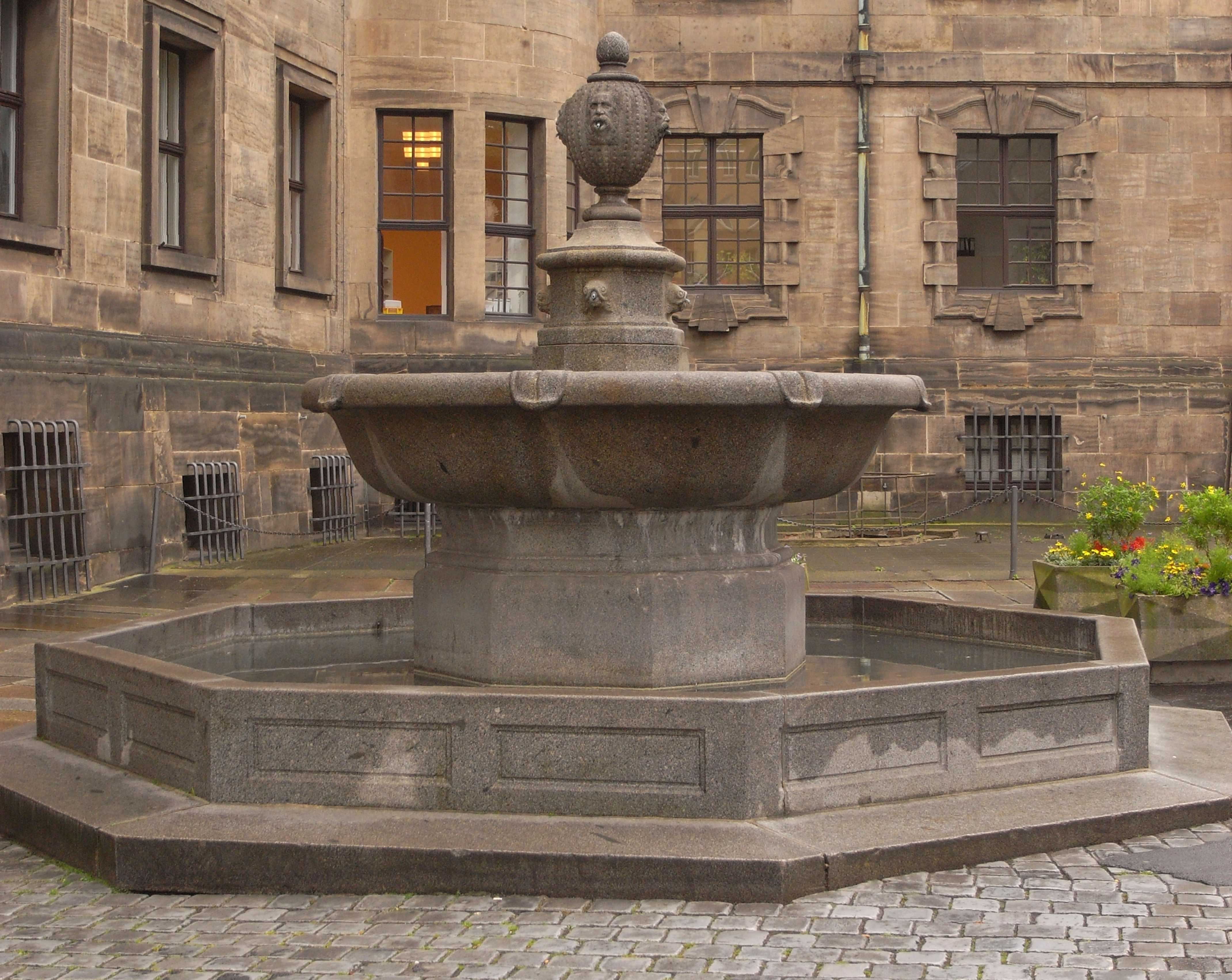
Rathausbrunnen von Georg Wrba in Dresden

Die günstigen gesteinsphysikalischen Werte haben den Lausitzer Granit für Brunnen eine bevorzugte Eignung gegeben. Er widersteht den Einwirkungen von Wassereis, Salzen und in der Kontaktzone Wasser-Luft relativ gut.

### Denkmale
Der Lausitzer Granit hatte es bei der Akzeptanz für Denkmalzwecke zunächst schwer. In sächsischen Städten waren die öffentlichen Verwaltungen noch bis nach 1900 sehr stark auf schwedische Granite orientiert. Diese gewohnheitsgemäße Festlegung musste mit viel Überzeugungsarbeit von den Firmeninhabern schrittweise gelockert werden.
Auf Friedhöfen der Oberlausitzer Region und in Dresden sind Grabmale aus diesem Gestein zu finden, obwohl viel lieber die dunklen Sorten Lamprophyr zu diesem Zweck eingesetzt wurden. Relativ häufig hat man Grabeinfassungssteine daraus gefertigt und das eigentliche Grabmal mit anderen verfügbaren Sorten gestaltet. Ein Grund dafür liegt in der relativen Häufigkeit der fleckenhafte Xenolithe im Gestein.

### Mauerwerk
Viele sächsische Eisenbahn- und Straßenbrücken, Stützmauern, Eisenbahngebäude und andere Verwaltungsbauten (meist die Sockelbereiche) und zahlreiche Uferbefestigungen sind mit Lausitzer Granit gebaut. Die dabei gewählten Formate waren unterschiedlich. Häufig trifft man Schicht- und Zyklopenmauerwerk an. Auffallend ist sein Einsatz für den Sockelbereich, um darüber mit dem einfacher zu bearbeitenden Sandsteinen oder Ziegel aufzubauen. Die Spritzwasserzone erforderte einen widerstandsfähigen Werkstein.

Die Marine-Bauverwaltung im Deutschen Reich griff bei Bauvorhaben von Hafenbefestigungsanlagen sehr umfassend auf den Lausitzer Granit zurück.

### Plastik

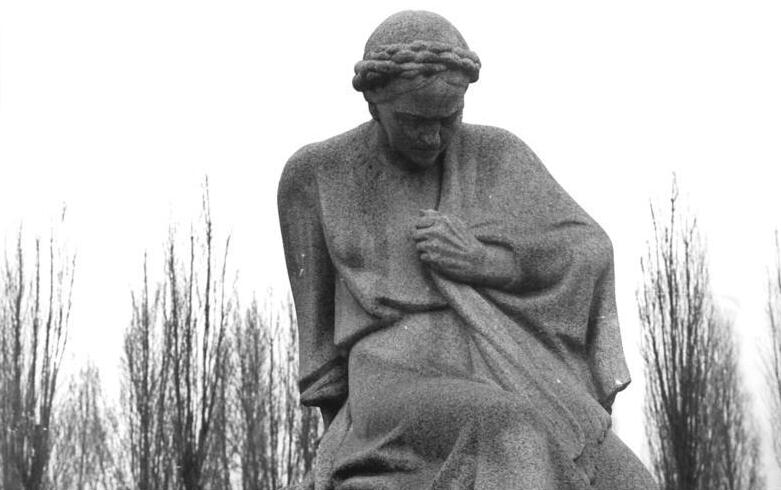
Plastik am Sowjetischen Ehrenmal von Berlin-Treptow

Im bildhauerischen Gestalten hat das Gestein wegen seiner Festigkeit keine häufige Verwendung gefunden. Die aufzubringende Kraft bei der Bearbeitung hat Bildhauer zu anderen Steinen greifen lassen. Trotzdem sind einige bemerkenswerte Anwendungen überliefert, beispielsweise auf Friedhöfen in Sachsen. Bei Grabmalen ab etwa 1900 tritt der Lausitzer Granit häufiger auf.

### Apparatebau
In der Feinmechanik kamen dicke Platten des Gesteins als erschütterungsarme Sockel für sensible Apparaturen zum Einsatz. Typisch sind dafür Waagen, Zentrifugen und andere Präzisionsgeräte.

### Technische Anwendungen
Der Lausitzer Granit fand für Walzen des Kollergangs bei der Papierherstellung Verwendung. Sehr häufig findet man den Granit für Grenz- und Vermessungssteine, Poller und früher für Wegweiser in der Lausitz.

### Landwirtschaftliche Zwecke
Das Gestein diente zur Herstellung von Ackerwalzen für die Feldarbeit und zu Brunnenbecken sowie für Trinktröge und Futterkrippen bei der Unterhaltung des Viehs.

### Brechermaterialien
Für die Werksteinproduktion nicht verwertbare Partien verarbeitete man zu Schotter, Splitt und Packlager. In neuerer Zeit wird im Hauptabbaugebiet um Demitz-Thumitz nur noch Brechermaterial produziert.

## Anwendungsbeispiele
Antwerpen
- Kruyschanz-Schleuse bei Antwerpen
- Trockendocks

Berlin
- Deutsches Historisches Museum, Boden im Foyerbereich vom Altbau
- Rotes Rathaus, Sockelbereich
- im 19. Jahrhundert Fußwegplatten in großen Mengen

Bremerhaven
Hafenanlagen
Dresden
- Albertplatz, Stille Wasser und Stürmische Wogen: zwei Brunnenbecken mit Bronzeplastiken von Robert Diez
- Altmarkt, Gaststätte Altmarktkeller, Massivsäulen im Gastraum
- Dr.-Külz-Ring, Neues Rathaus Haupttreppen und Fußböden im Gebäude, Terrasse an der Goldenen Pforte und Treppenstufen zum Festsaal
- Deutsches Hygiene-Museum, Portalbereich, Außentreppen und -sockel
- Kreuzstraße, Rathausbrunnen (1911) von Georg Wrba,
- Neumarkt, Denkmal von König Friedrich August II. von Ernst Julius Hähnel, nur der Stufensockel
- Sachsenplatz, Amtsgerichtsgebäude, Treppe und Massivsäulen am Haupteingang
- Schießgasse, Polizeipräsidium, Sockelbereich
- Theaterplatz, Sempergalerie, Bodenplatten im Durchgang zum Zwingerhof
- Weiße Gasse, Gänsediebbrunnen (1876–1880) von Robert Diez
- Zwinger, polierte Massivsäulen im Foyer der Gemäldegalerie Alte Meister
- Gehwegplatten in vielen Straßen und Plätzen der Stadt

Helgoland
- Schutzanlagen auf Helgoland

IJmuiden
- Große Seeschleuse des Nordseekanals

Pirna
- Säuretürme im ehemaligen Betriebsgelände der Firma Hoesch

Schleswig-Holstein
- Schleusenbauten und Brücken des Nord-Ostsee-Kanals

Stendal
- Pfeiler der Elbebrücke

## Sonstiges
Unter dem Begriff Königshainer Granit sind Sorten aus Steinbrüchen bei Arnsdorf, Döbschütz, Krobnitz, Königshain und Mengelsdorf gewonnen worden. Sie sind nur sehr selten mit der Sammelbezeichnung Lausitzer Granit belegt worden, obwohl ihre Lagerstätten zum Lausitzer Massiv gehören.
In manchen Lagerstätten des Lausitzer Granodiorits treten dunkle Ganggesteine auf, die als Lamprophyre bezeichnet werden und ebenfalls das Ziel eines Werksteinabbaus waren und sind. Nach moderneren petrographischen Gesichtspunkten wird dabei zwischen Mikrogabbro und Mikrodiorit unterschieden. Diese Sorten werden nicht als Lausitzer Granit bezeichnet, obwohl sie auch in seinen Lagerstätten auftreten.